# سیدور

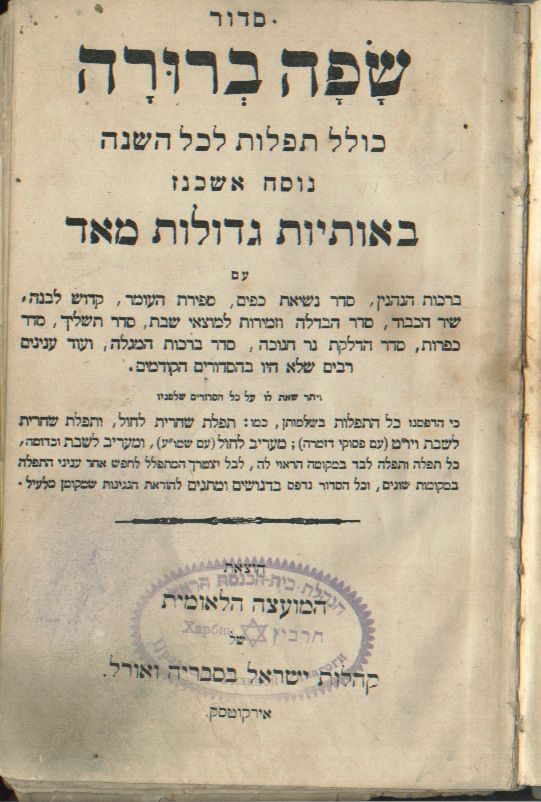
کتاب سیدور یهودیان اشکنازی، روسیه، چاپ شده در سال ۱۹۱۸

سیدور(به عبری: סדור) کتاب نماز یهودیان و مناجات نامه یهودیان است که شامل مجموعه‌هایی از دعاهای روزانه، اشعار مذهبی و فهرستی از برکاتی است که خداوند به قوم یهود داده است. (این کلمه از ریشه عبری آن به معنی نظم می‌آید.) همچنین دعاهایی برای جشن سایه‌بان‌ها، جشن شاوت، عید فصح و دیگر عیدها دارد.
کارشناسان بارها این کتاب مقدس یهودیان مورد بحث قرار داده اند که چگونه برخی از این دعاهای تکامل یافته‌اند و چگونه امروزه به عنوان سیدور شناخته می‌شود و چگونه توسعه داده شده‌است.
سیدور دارای سابقه بسیار طولانی است و به‌طوری‌که آن‌ها را می‌توان در تعدادی از نسخه‌های در جریان‌های مختلف در یهودیت مثل تورات و... یافت.